# Pagelmis amazonica
Pagelmis amazonica is een keversoort uit de familie beekkevers (Elmidae). De wetenschappelijke naam van de soort werd in 1981 gepubliceerd door Spangler.